# Dan Sten Olsson

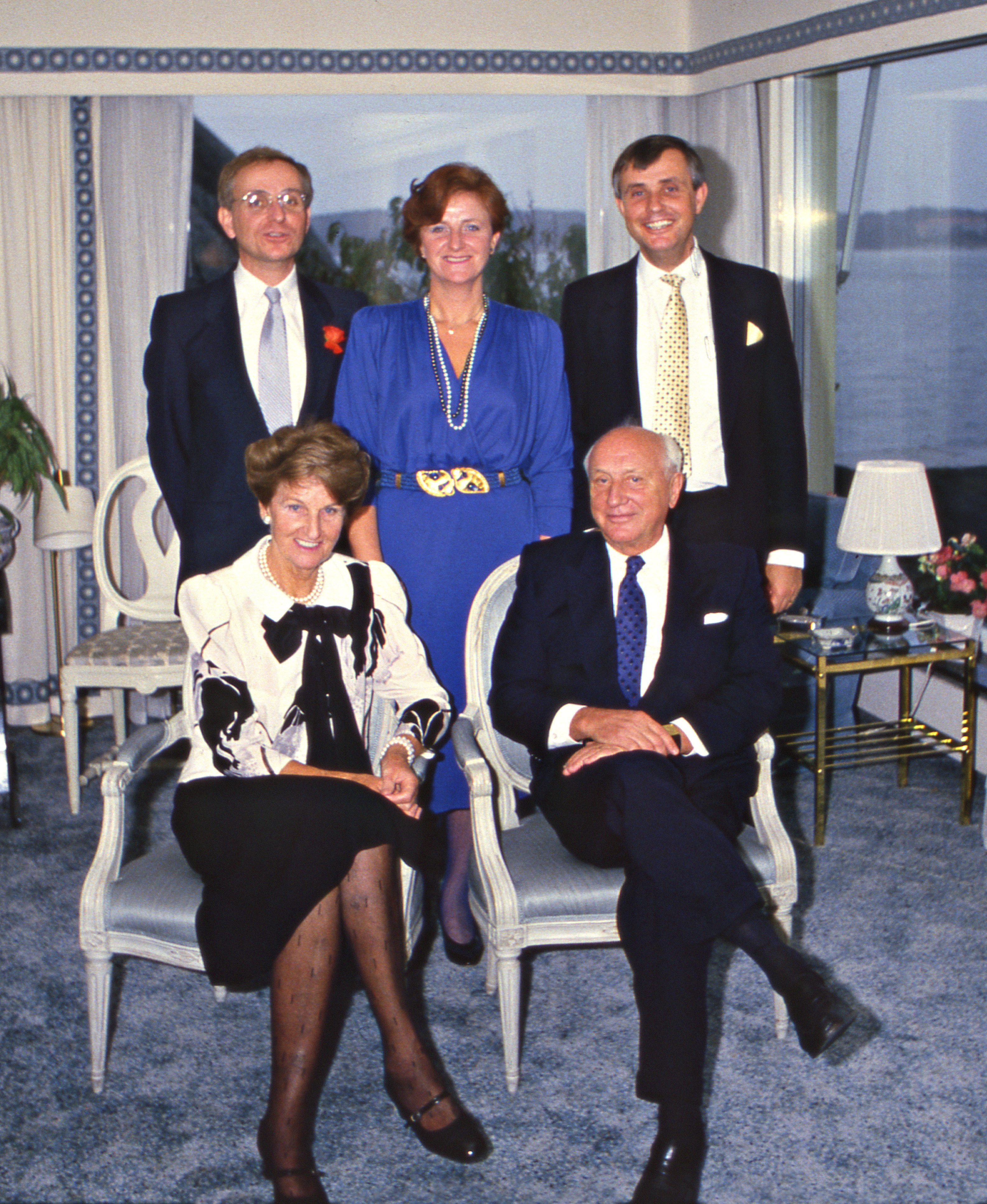
Familjen Sten A Olsson

Dan Sten Olsson, född 3 februari 1947 i Göteborg, är en svensk företagsledare. Han är huvudägare och koncernchef i Stenakoncernen sedan 1983.
Dan Sten Olsson är son till Stenakoncernens grundare Sten A Olsson och Birgit Andersson samt bror till Madeleine Olsson Eriksson, Stefan Olsson och Christofer Olsson. Efter examen från Handelshögskolan i Göteborg följde tre år med praktikutbildning, bland annat ett år i firman Clarkson Ltd i London. År 1972 inträdde Dan Sten Olsson i Stenasfären. Han blev vice verkställande direktör 1978 och tog sedan över ledningen av Stenasfären efter sin far år 1983. Dan Sten Olsson invaldes i Kungliga Örlogsmannasällskapet 2005 och promoverades 2007 till hedersdoktor vid Chalmers tekniska högskola. En av Dan Sten Olssons mest lyckosamma investeringar är det extra breda oljetransportsfartyget.
Dan Sten Olsson är far till läkaren Selma Olsson Åkefeldt (född 1975) och filmregissören William Olsson.